# コルタード

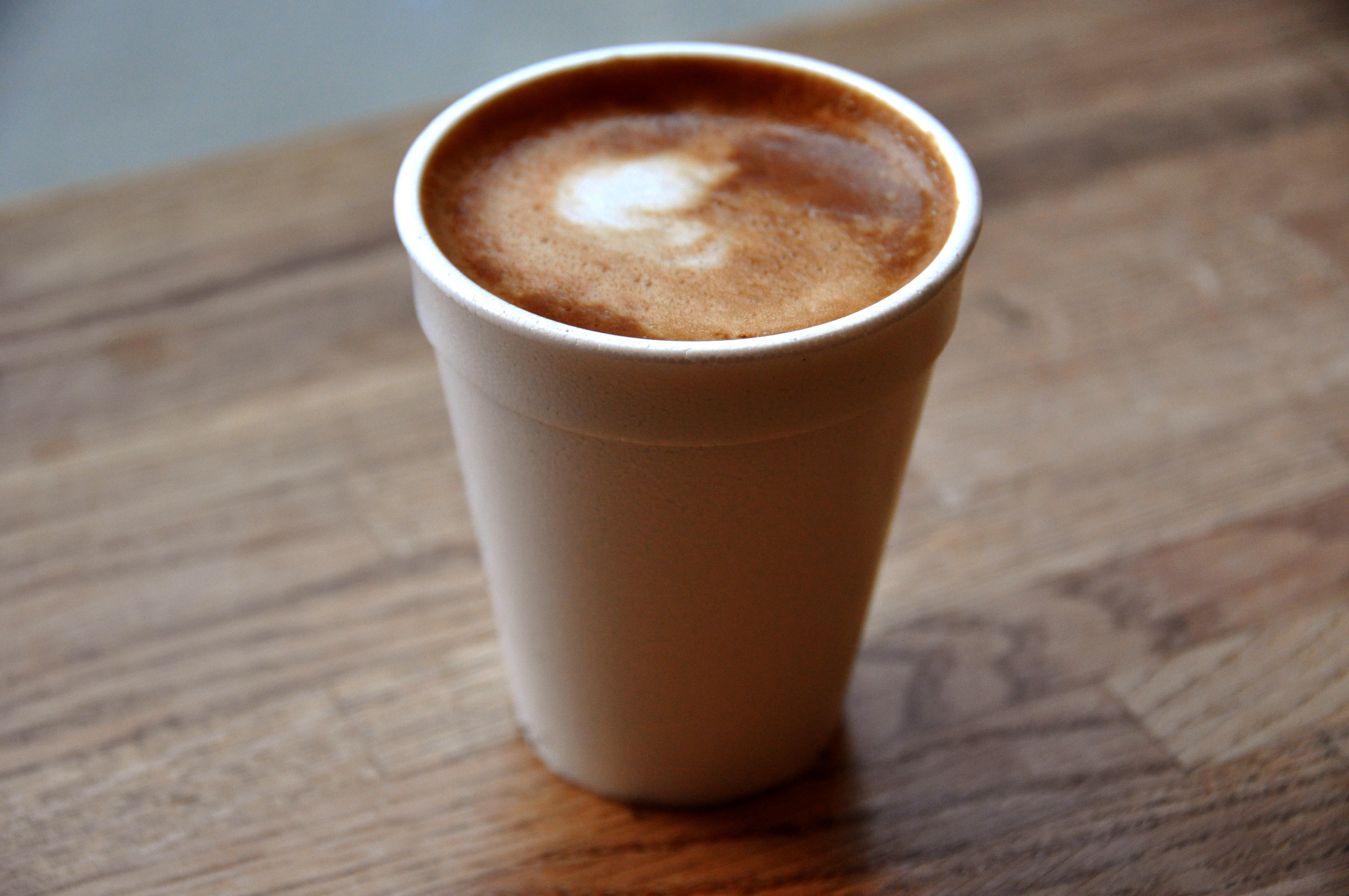
カフェ・コルタード

コルタード(cortado)は、少量の温かい牛乳で薄めたエスプレッソである。牛乳とコーヒーの比は1:1から1:2であり、牛乳はエスプレッソを作った後に加える。コルタードという言葉は、切るという意味のスペイン語の動詞の過去分詞である。

## その他の名前とバリエーション
コルタードは、カタルーニャ語では"Tallat"、バスク語では"Ebaki"、ポルトガル語では"Pingo"または"Garoto"、フランス語では"noisette"と呼ばれる。

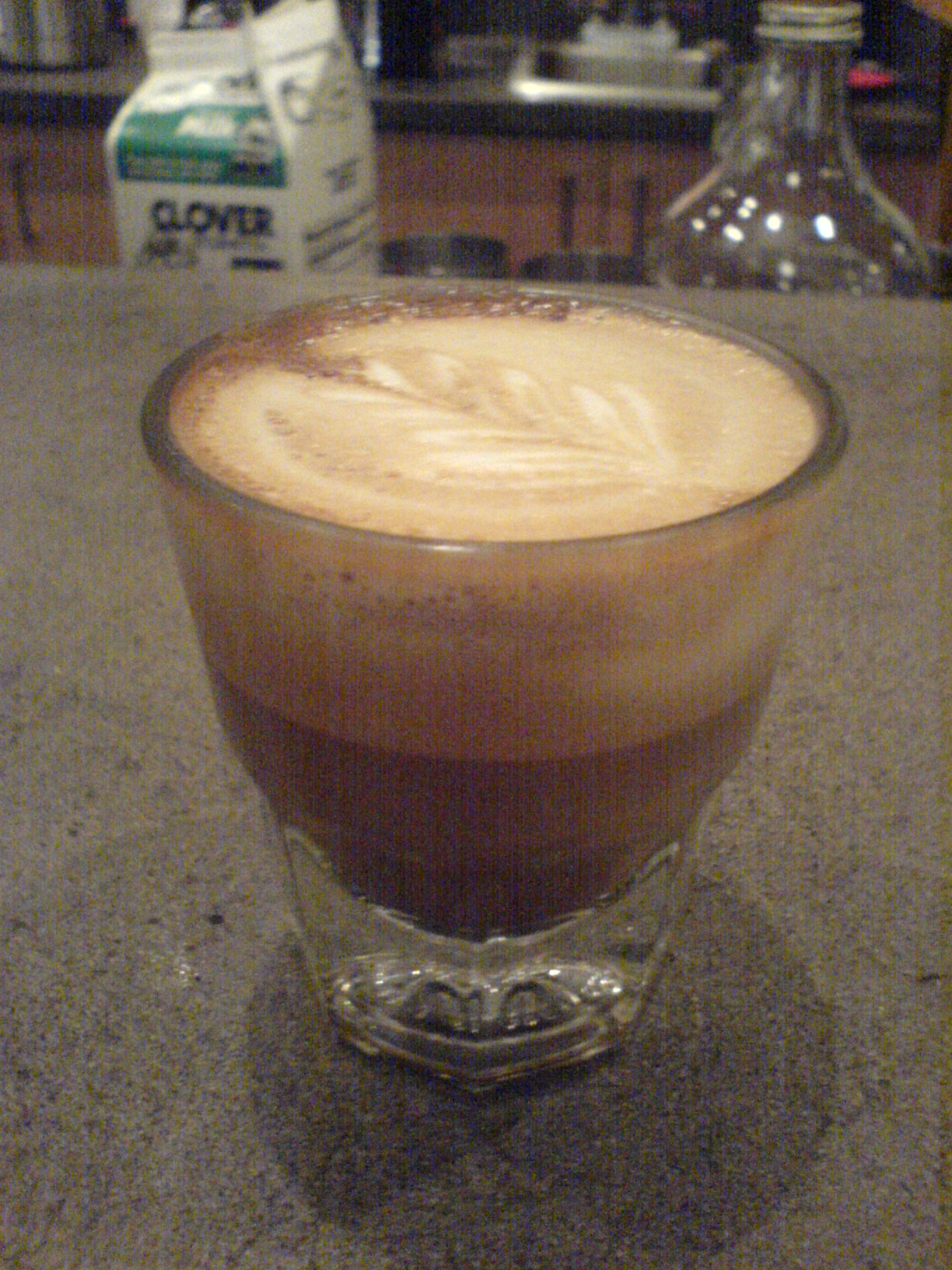
サンフランシスコのジブラルタル

米国の、特に西海岸では一般的に"Gibraltar"（ジブラルタル）と呼ばれる。"Gibraltar"という名前は、Blue Bottle Coffee CompanyやRitual Coffee Roasters等の焙煎所がのグラスに飲み物を入れて同じ名前で提供し始めたサンフランシスコが起源である。
キューバでは、cortaditoとして知られ、金属でできた特殊なグラスに入れて提供される。等の多くのバリエーションもある。1960年代には、キューバ系アメリカ人によってマイアミ近郊のリトルハバナに持ち込まれ、現在ではこの飲み物は町じゅうで見られ、特にキューバ人の間では、日々の文化の重要な一部である。

## 類似の飲み物
イタリアのカフェ・マキアートやカプチーノと似ており、オーストラリアの類似の飲み物は、piccolo caffè latteという。これは、マキアートグラスに1ショット入れたものに、カフェラテと同様にスチームミルクを一杯まで加えたものである。
ポルトガルで人気のあるより大容量のものはガラオンと呼ばれ、コーヒーと牛乳の比率は1:3であるが、その他の点はコルタードとよく似ている。